# Eurydiopsis conflata
Eurydiopsis conflata är en tvåvingeart som beskrevs av Yang och Chen 1998. Eurydiopsis conflata ingår i släktet Eurydiopsis och familjen Diopsidae.
Artens utbredningsområde är Yunnan (Kina). Inga underarter finns listade i Catalogue of Life.